# Dreanoveț, Dobrici
Dreanoveț (în bulgară Дряновец, în română Regepchioi) este un sat în comuna Dobricika, regiunea Dobrici, Dobrogea de Sud, Bulgaria. 
Între anii 1913-1940 a făcut parte din plasa Ezibei a județului Caliacra, România.

## Demografie
Componența etnică a satului Dreanoveț
     Romi (95,23%)
     Nicio identificare (4,76%)
     Altele (0%)
La recensământul din 2011, populația satului Dreanoveț era de 21 locuitori. Din punct de vedere etnic, majoritatea locuitorilor (95,23%) erau romi. Pentru 4,76% din locuitori nu este cunoscută apartenența etnică.